# Mouvement perpétuel (film)
Pour les articles homonymes, voir Mouvement perpétuel (homonymie).
Mouvement perpétuel est un film québécois de Claude Jutra produit en 1949.

## Synopsis
Œuvre esthétisante dépeignant un triangle amoureux.

## Fiche technique
- Réalisation et scénario : Claude Jutra
- Montage : Claude Jutra et Michel Brault
- Direction artistique : Michel Brault
- Cascadeur : Claude Jutra

## Prix
- Meilleur film amateur - Palmarès du film canadien